# Plymouth (Montserrat)
Plymouth je de iure glavni grad britanskog prekomorskog posjeda Montserrata. Grad je četiri stoljeća bio jedina luka na otoku. Između 1995. i 1997. Plymouth je značajno stradao zbog učestalih erupcija vulkana Soufrière. U kolovozu 1997. niz snažnih erupcija odnio je nekoliko života i primorao stanovništvo na iseljavanje. Cijelo mjesto prekriveno je slojem vulkanskog pepela debljine 1.5 m. Plymouth je danas grad duhova, ali je i dalje službeno glavni grad Montserrata jer još nije pronađena odgovarajuća zamjena. Upravno središte privremeno je preseljeno na sjever, u selo Brades.

## Erupcije
Početkom srpnja 1995. niz snažnih erupcija vulkana Soufrière proizvela je tokove lave i prekrivanje pepelom širokog područja južnog Montserrata, uključujući Plymouth. Bilo je odmah razvidno kako je grad u opasnosti. Dana 21. kolovoza 1995. vulkanski pepeo pao je na grad i u prosincu su žitelji iseljeni radi predostrožnosti. Nakon nekoliko mjeseci dopušteno im je vratiti se, ali je 25. lipnja 1997. masivna erupcija proizvela izbacivanje vulkanskog materijala, što je uzrokovalo smrt 19 ljudi te dostiglo i otočnu zračnu luku. Plymouth je ponovno iseljen. Između 4. i 8. kolovoza ponovili su se nizovi erupcija koje su uništile oko 80% grada, zatrpavši ga s 1.5 metara pepela. Mnoge zgrade su spaljene čineći naseljavanje nemogućim za veći broj stanovnika. Vulkanska lava je imala visoku viskoznost, a pepeo i ostale vulkanske stijene su imale gustoću sličnu cementu, tako da je za uklanjanje materijala trebao eksploziv ili djelovanje buldožera i drugih sredstava preskupih za opću uporabu. Obradivo tlo se stvrdnulo i postalo neupotrebljivo.
Grad je napušten i južna polovica otoka proglašena je zabranjenim područjem, zbog nastavljene vulkanske aktivnosti Soufrière. Do 12. srpnja 1997. užarena lava je spalila sve što nije bilo prekriveno pepelom. Uništenje Plymoutha uzrokovalo je goleme teškoće za Montserrat. To je bilo najveće naselje na otoku, s oko 4 000 stanovnika. Posjedovalo je najviše prodajnih mjesta i servisnih službi, a bilo je i upravno središte. Pojedine službe su premještene na druga mjesta na otoku, ali je dvije trećine otočnog stanovništva preseljeno preko mora, i većina se nikada nije vratila.

## Vanjske poveznice
- Videozapis: Plymouth iz zraka 24. kolovoza 2012.